# アクアノートの休日
『アクアノートの休日』（アクアノートのきゅうじつ）は、アートディンク開発の海洋探索ゲームのシリーズである。ジャンルはシミュレーションゲーム。

## 概要
潜水艇による海洋探索シミュレーションゲーム。しかし本作は探索の目的そのものは無く、プレイヤーの思うままに海中散歩を楽しむことをメインに置いている、いわゆる環境ゲーム。広大な海中の各エリアそれぞれで生物の生息地域が設定され、深海生物なども見ることができる。発見した生物は図鑑に記録することができ、遭遇率の低いレアな生物をトレードや全生物コンプリートなどの楽しみかたもできる。シリーズの2作目では微生物も追加された。
2008年9月25日にはプレイステーション3で『AQUANAUT'S HOLIDAY〜隠された記録〜』が発売された。

## シリーズの特徴
ビデオゲームに多く見られるクリア概念や目的は無く、本当に自由に行動することが出来るのが最大の特徴であり、このゲームの芯となる部分である。当時3D技術が前面に押し出されたプレイステーション用ソフトの中でも雰囲気作りは群を抜いており、魚など海洋生物の造型もリアルに再現されている。尚、シリーズを通して著名な海洋学者等が本業を離れて海底を散策する、というストーリーが設定されており、「潜水夫(AQUANAUT)の休日(HOLIDAY)」というタイトル文字通りのコンセプトである。

## シリーズの変遷

### アクアノートの休日
1995年6月30日発売のプレイステーション用ソフト。企画・ディレクターは飯田和敏。
ジャンルは「海底散策ゲーム」とされ、プレイヤーは潜水艇「ホリディ号」で海を自由に動き回ることが目的のアドベンチャーゲームである。海には多種多様な海洋生物「P-LIFE」が生息しており、4種類の音波を出し生物のリアクションを楽しむこともでき、プレイヤーの行動によって海域に出現する生物が変化するシミュレーションゲームの要素も含まれている。また海には海底遺跡や沈没船、奇妙なオブジェなどが隠されており、それらを発見するため探索することも目的のひとつといえる。「漁礁モード」では、ブロックを組んで漁礁を建設し魚群を呼び集めることができる。
明確なクリア目標などは設定されておらず、極端に言ってしまえば探索せずともよいし生物を発見しなくともよい訳で、3Dで表現された空間を気ままに探索する環境ゲームと言える。プレイステーション登場初期に発売された本作はユーザーに対し強い印象を植え付け、その後続編が続く事になる。日本ソフトウェア大賞エンターテインメントソフト部門優秀賞を受賞。

#### アクアノートの休日 メモリーズオブサマー1996
1996年7月19日発売。『アクアノートの休日』のマイナーチェンジバージョンであり、自動航行モードやキーコンフィグを追加し操作性が改良された。2008年7月9日にゲームアーカイブスで配信開始。レイティングはCERO：A（全年齢対象）。1999年4月28日に発売された廉価版（『ARTDINK BEST CHOICE』）には当時開発中であった『アクアノートの休日2』の予告映像が収録されている。

### アクアノートの休日2
1999年7月1日発売のプレイステーション用ソフト。
コンセプトはそのままに、グラフィックレベルを一新し、大幅なボリュームアップを施した続編。THE SEA OF HOPE、GREEN NEST 等、複数の海洋に分かれており、各々生態系や生物に特徴がある。本作においては、水面に差し込む光の表現や、太陽光がイルカの背や岩にあたり複雑な光模様を成型しているなどを、初代プレイステーションでの少ないポリゴン数とテクスチャで表現している。
システム面では操作性が向上し、発見した生物をロックオンすれば自動で追尾してくれる機能や、発見した生物のデータベース機能及び検索などを実装し機能面でも大幅に強化された。「漁礁モード」は廃止されたが、顕微鏡モードが追加され微生物の観察も行えるようになった。
なお、本作は当時アートディンクに在籍していた田中圭一がディレクターを務めており、企画と生物デザイン監修を海洋生物イラストレーターの河合晴義、古生物の監修をサイエンスライターである金子隆一が担当している。
2008年8月13日にゲームアーカイブスで配信開始。レイティングはCERO：A（全年齢対象）。

### AQUANAUT'S HOLIDAY～隠された記録～
2008年9月25日発売のプレイステーション3用ソフト。プラットフォームの移動によりグラフィックが大幅に強化された。基本は既存のシリーズとほぼ同じく、海を自由に散策するシステムだが、メインエピソードとサブエピソードのシナリオ、アドベンチャー要素が追加され、シリーズとしては初めて陸での生活や人との会話が用意されている。

## その他備考
- 登場する生物は馴染みの深い食用魚やエビなどの甲殻類、大型生物としてイルカやサメも登場するが、実際の世界でも珍しい深海生物なども登場する。続編である『アクアノートの休日2』ではほとんど捕獲された記録が無いメガマウス（Megamouth Shark）と言うサメの一種も登場している。
- ゲーム雑誌の広告やイベントなどで配布されたチラシにはアルチュール・ランボーの詩『永遠』より抜粋された 『見つけた。何を。永遠を。 海と溶け合う太陽を。』と言う一節がコピーとして使用されていた。